# Ernst Baier
Ernst Baier (Zittau, Imperi alemany 1905 - Garmisch-Partenkirchen, Alemanya 2001) fou un patinador artístic alemany.

## Biografia
Va néixer el 27 de setembre de 1905 a la ciutat de Zittau, població situada a l'estat alemany de Saxònia. Formà parella professional amb Maxi Herber, amb la qual es va casar l'any 1940 i amb la qual tingué tres fills. El 1964 es divorciaren, si bé posteriorment es tornaren a casar per tornar-se a divorciar.
Morí el 8 de juliol de 2001 a la seva residència de Garmisch-Partenkirchen.

## Carrera esportiva

### Carrera individual
Com a patinador individual aconseguí notorietat pública en els Campionat del Món de patinatge artístic de 1931, quan aconseguí el tercer lloc, i on al llarg de la seva carrera aconseguí dos segons llocs i un tercer lloc més. En el Campionat d'Europa de patinatge artístic de 1931 aconseguí el segon lloc, posició que repetí en les edicions de 1932 i 1933, i dos tercers llocs els anys 1935 i 1936.
Als Jocs Olímpics d'Hivern de 1932 realitzats a Lake Placid (Estats Units d'Amèrica) aconseguí finalitzar en cinquena posició en la prova individual masculina. Als Jocs Olímpics d'Hivern de 1936 realitzats a Garmisch-Partenkirchen (Alemanya) aconseguí el segon lloc, just per darrere de l'austríac Karl Schäfer.
Al llarg de la seva carrera aconseguí cinc vegades consecutivament la victòria en el Campionat d'Alemanya de patinatge artístic (1934-1938).

### Carrera per parelles
Al costat de la seva parella Maxi Herber l'any 1934 aconseguí el tercer en el Campionat del Món de patinatge artístic, finalitzant posteriorment en quatre edicions consecutives en el primer lloc (1936-1939). En el Campionat d'Europa entre els anys 1935 i 1939 foren els grans dominadors guanyant tots els campionats.
Als Jocs Olímpics d'Hivern de 1936 realitzats a Garmisch-Partenkirchen (Alemanya) aconseguiren la victòria.